# 에노우라촌 (가나가와현)
에노우라촌(일본어: 江ノ浦村)은 일본 가나가와현 아시가라시모군에 존재했던 촌이다. 현재의 오다와라시 남부에 해당한다.

## 역사
- 1889년 4월 1일 - 정촌제 시행에 의해 에노우라촌이 단독으로 고메카미촌, 네부카와촌, 이시바시촌, 하야카와촌이 성립하였다.
- 1913년 4월 1일 - 고메카미촌, 네부카와촌, 이시바시촌과 합병해 가타우라촌이 성립하여, 동일 에노우라촌은 폐지되었다.

## 교통

### 철도
- 대일본 철도
  - 오다와라 지사 (현 아타미 철도)

현재는 동일본 여객철도・도카이도 본선이 구촌 지역을 지나고 있지만 역은 존재하지 않는다.

## 참고 문헌
- 角川日本地名大辞典編纂委員会,『角川日本地名大辞典 神奈川県』1984, 角川書店